# Olympische Sommerspiele 1924/Fechten – Degen (Männer)
Der Wettkampf der Männer im Degenfechten bei den Olympischen Spielen 1924 in Paris fand am 10. und 11. Juli 1924 im Vélodrome d’Hiver statt.

## Titelträger
| Olympiasieger | Armand Massard | Antwerpen 1920 |
| Weltmeister   | Wouter Brouwer | Den Haag 1923  |

## Wettkampfformat
Der Wettkampf bestand aus vier Runden. In jeder Runde gab es mehrere Gruppen, in denen im Jeder-gegen-jeden-Format gefochten wurde. Der Athlet, der den ersten Treffer setzte, gewann den Kampf. Setzten beide Athleten gleichzeitig einen Treffer, wurde es als Niederlage für beide gewertet. Im Gegensatz zu früheren Austragungen wurde bei Gleichstand um die Qualifikation ein Stechen durchgeführt, um die Entscheidung herbeizuführen.
Die Runden gestalteten sich wie folgt:
- Achtelfinale: 7 Gruppen mit jeweils 9 bis 10 Athleten. Die 6 besten Athleten einer Gruppe zogen ins Viertelfinale ein.
- Viertelfinale: 4 Gruppen mit jeweils 10 bis 11 Athleten. Die 6 besten Athleten einer Gruppe qualifizierten sich für das Halbfinale.
- Halbfinale: 2 Gruppen mit jeweils 12 Athleten. Die 6 besten Athleten einer Gruppe qualifizierten sich für das Finale.
- Finale: Eine Gruppe mit 12 Athleten.

## Zeitplan
| Datum                     | Runde                      |
| ------------------------- | -------------------------- |
| Donnerstag, 10. Juli 1924 | Achtelfinale Viertelfinale |
| Freitag, 11. Juli 1924    | Halbfinale Finale          |

## Ergebnis

### Achtelfinale

#### Gruppe A
| Rang | Athlet                    | Nation             | Siege | Niederlagen | Anm. |
| ---- | ------------------------- | ------------------ | ----- | ----------- | ---- |
| 1    | Ernest Gevers             | Belgien            | 6     | 3           | Q    |
| 1    | Gustaf Lindblom           | Schweden           | 6     | 3           | Q    |
| 3    | George Calnan             | Vereinigte Staaten | 5     | 4           | Q    |
| 3    | Joseph Misrahi            | Ägypten            | 5     | 4           | Q    |
| 3    | Frederico Paredes         | Portugal           | 5     | 4           | Q    |
| 6    | Pieter van Boven          | Niederlande        | 4     | 5           |      |
| 6    | Konstantinos Nikolopoulos | Griechenland       | 4     | 5           |      |
| 6    | Viggo Stilling-Andersen   | Dänemark           | 4     | 5           |      |
| 9    | Johan Falkenberg          | Norwegen           | 3     | 6           |      |
| 10   | César Miguel              | Spanien            | 1     | 8           |      |

##### Stechen Gruppe A
| Rang | Athlet                    | Nation       | Siege | Niederlagen | Anm. |
| ---- | ------------------------- | ------------ | ----- | ----------- | ---- |
| 6    | Pieter van Boven          | Niederlande  | 2     | 0           | Q    |
| 7    | Konstantinos Nikolopoulos | Griechenland | 1     | 1           |      |
| 8    | Viggo Stilling-Andersen   | Dänemark     | 0     | 2           |      |

#### Gruppe B
| Rang | Athlet                  | Nation       | Siege | Niederlagen | Anm. |
| ---- | ----------------------- | ------------ | ----- | ----------- | ---- |
| 1    | Nils Erik Hellsten      | Schweden     | 8     | 1           | Q    |
| 2    | Renzo Compagna          | Italien      | 7     | 2           | Q    |
| 3    | Wouter Brouwer          | Niederlande  | 5     | 4           |      |
| 3    | Mário de Noronha        | Portugal     | 5     | 4           |      |
| 3    | Léon Tom                | Belgien      | 5     | 4           |      |
| 3    | Tryfon Triantafyllakos  | Griechenland | 5     | 4           |      |
| 3    | Héctor Belo             | Uruguay      | 5     | 4           |      |
| 8    | Félix de Pomés          | Spanien      | 3     | 6           |      |
| 9    | Frithjof Lorentzen      | Norwegen     | 1     | 8           |      |
| 10   | Ahmed Mohamed Hassanein | Ägypten      | 0     | 9           |      |

##### Stechen Gruppe B
| Rang | Athlet                 | Nation       | Siege | Niederlagen | Anm. |
| ---- | ---------------------- | ------------ | ----- | ----------- | ---- |
| 3    | Wouter Brouwer         | Niederlande  | 2     | 2           | Q    |
| 3    | Mário de Noronha       | Portugal     | 2     | 1           | Q    |
| 3    | Léon Tom               | Belgien      | 2     | 1           | Q    |
| 3    | Tryfon Triantafyllakos | Griechenland | 2     | 1           | Q    |
| 7    | Héctor Belo            | Uruguay      | 0     | 3           |      |

#### Gruppe C
| Rang | Athlet                | Nation             | Siege | Niederlagen | Anm. |
| ---- | --------------------- | ------------------ | ----- | ----------- | ---- |
| 1    | Charles Delporte      | Belgien            | 7     | 2           | Q    |
| 2    | Charles Biscoe        | Großbritannien     | 6     | 3           | Q    |
| 2    | Virgilio Mantegazza   | Italien            | 6     | 3           | Q    |
| 4    | George Breed          | Vereinigte Staaten | 5     | 4           | Q    |
| 4    | Carl Gripenstedt      | Schweden           | 5     | 4           | Q    |
| 6    | Krikor Agathon        | Ägypten            | 4     | 5           |      |
| 6    | Domingo Mendy         | Uruguay            | 4     | 5           |      |
| 8    | Constantin Antoniades | Schweiz            | 3     | 6           |      |
| 9    | Josef Jungmann        | Tschechoslowakei   | 2     | 7           |      |
| 9    | Miguel Zabalza        | Spanien            | 2     | 7           |      |

##### Stechen Gruppe C
| Rang | Athlet         | Nation  | Siege | Niederlagen | Anm. |
| ---- | -------------- | ------- | ----- | ----------- | ---- |
| 6    | Krikor Agathon | Ägypten | 1     | 0           | Q    |
| 7    | Domingo Mendy  | Uruguay | 0     | 1           |      |

#### Gruppe D
| Rang | Athlet              | Nation           | Siege | Niederlagen | Anm. |
| ---- | ------------------- | ---------------- | ----- | ----------- | ---- |
| 1    | Roger Ducret        | Frankreich       | 6     | 2           | Q    |
| 1    | Robert Frater       | Großbritannien   | 6     | 2           | Q    |
| 1    | Pedro Nazar         | Argentinien      | 6     | 2           | Q    |
| 4    | Frédéric Fitting    | Schweiz          | 5     | 3           | Q    |
| 5    | Paul Anspach        | Belgien          | 4     | 4           | Q    |
| 5    | Conrado Rolando     | Uruguay          | 4     | 4           | Q    |
| 7    | Eduardo Alonso      | Kuba             | 2     | 6           |      |
| 7    | Theodoros Foustanos | Griechenland     | 2     | 6           |      |
| 9    | Josef Javůrek       | Tschechoslowakei | 0     | 8           |      |

#### Gruppe E
| Rang | Athlet           | Nation             | Siege | Niederlagen | Anm. |
| ---- | ---------------- | ------------------ | ----- | ----------- | ---- |
| 1    | Eugène Empeyta   | Schweiz            | 6     | 2           | Q    |
| 2    | Armand Massard   | Frankreich         | 5     | 3           | Q    |
| 2    | Allen Milner     | Vereinigte Staaten | 5     | 3           | Q    |
| 2    | Ivan Osiier      | Dänemark           | 5     | 3           | Q    |
| 5    | Martin Holt      | Großbritannien     | 4     | 4           |      |
| 5    | Luis Lucchetti   | Argentinien        | 4     | 4           |      |
| 5    | Ramíro Mañalich  | Kuba               | 4     | 4           |      |
| 8    | Salvador Quesada | Kuba               | 1     | 7           |      |
| 9    | Santos Ferreira  | Uruguay            | 0     | 8           |      |

##### Stechen Gruppe E
| Rang | Athlet          | Nation         | Siege | Niederlagen | Anm. |
| ---- | --------------- | -------------- | ----- | ----------- | ---- |
| 5    | Martin Holt     | Großbritannien | 1     | 0           | Q    |
| 5    | Luis Lucchetti  | Argentinien    | 1     | 0           | Q    |
| 7    | Ramíro Mañalich | Kuba           | 0     | 2           |      |

#### Gruppe F
| Rang | Athlet                 | Nation             | Siege | Niederlagen | Anm. |
| ---- | ---------------------- | ------------------ | ----- | ----------- | ---- |
| 1    | Gaston Cornereau       | Frankreich         | 7     | 1           | Q    |
| 2    | Sigurd Akre-Aas        | Norwegen           | 4     | 4           | Q    |
| 2    | Rui Mayer              | Portugal           | 4     | 4           | Q    |
| 2    | Willem van Blijenburgh | Niederlande        | 4     | 4           | Q    |
| 2    | Wenceslao Paunero      | Argentinien        | 4     | 4           | Q    |
| 2    | Peter Ryefelt          | Dänemark           | 4     | 4           | Q    |
| 7    | Arthur Lyon            | Vereinigte Staaten | 3     | 5           |      |
| 8    | Robert Montgomerie     | Großbritannien     | 2     | 6           |      |
| 8    | Jan Tille              | Tschechoslowakei   | 2     | 6           |      |

#### Gruppe G
| Rang | Athlet             | Nation      | Siege | Niederlagen | Anm. |
| ---- | ------------------ | ----------- | ----- | ----------- | ---- |
| 1    | Diego García       | Spanien     | 8     | 1           | Q    |
| 2    | Ramón Fonst        | Kuba        | 7     | 2           | Q    |
| 3    | Georges Buchard    | Frankreich  | 5     | 4           | Q    |
| 3    | Raoul Heide        | Norwegen    | 5     | 4           | Q    |
| 3    | Henri Jacquet      | Schweiz     | 5     | 4           | Q    |
| 6    | Bror Lagercrantz   | Schweden    | 4     | 5           |      |
| 6    | Jan de Beaufort    | Niederlande | 4     | 5           |      |
| 8    | Jens Berthelsen    | Dänemark    | 2     | 7           |      |
| 8    | Francisco Bollini  | Argentinien | 2     | 7           |      |
| 8    | António de Menezes | Portugal    | 2     | 7           |      |

##### Stechen Gruppe G
| Rang | Athlet           | Nation      | Siege | Niederlagen | Anm. |
| ---- | ---------------- | ----------- | ----- | ----------- | ---- |
| 6    | Bror Lagercrantz | Schweden    | 1     | 0           | Q    |
| 7    | Jan de Beaufort  | Niederlande | 0     | 1           |      |

### Viertelfinale

#### Gruppe A
| Rang | Athlet            | Nation             | Siege | Niederlagen | Anm. |
| ---- | ----------------- | ------------------ | ----- | ----------- | ---- |
| 1    | Charles Delporte  | Belgien            | 7     | 3           | Q    |
| 1    | Diego García      | Spanien            | 7     | 3           | Q    |
| 1    | Raoul Heide       | Norwegen           | 7     | 3           | Q    |
| 1    | Luis Lucchetti    | Argentinien        | 7     | 3           | Q    |
| 5    | Ivan Osiier       | Dänemark           | 6     | 4           | Q    |
| 6    | Roger Ducret      | Frankreich         | 5     | 5           | Q    |
| 7    | Gustaf Lindblom   | Schweden           | 4     | 6           |      |
| 8    | Krikor Agathon    | Ägypten            | 3     | 7           |      |
| 8    | George Calnan     | Vereinigte Staaten | 3     | 7           |      |
| 8    | Frederico Paredes | Portugal           | 3     | 7           |      |
| 11   | Martin Holt       | Großbritannien     | 2     | 8           |      |

#### Gruppe B
| Rang | Athlet           | Nation             | Siege | Niederlagen | Anm. |
| ---- | ---------------- | ------------------ | ----- | ----------- | ---- |
| 1    | Ramón Fonst      | Kuba               | 7     | 2           | Q    |
| 1    | Carl Gripenstedt | Schweden           | 7     | 2           | Q    |
| 3    | Henri Jacquet    | Schweiz            | 6     | 3           | Q    |
| 3    | Léon Tom         | Belgien            | 6     | 3           | Q    |
| 5    | Gaston Cornereau | Frankreich         | 5     | 4           | Q    |
| 6    | Peter Ryefelt    | Dänemark           | 4     | 5           | Q    |
| 7    | Rui Mayer        | Portugal           | 3     | 6           |      |
| 8    | Wouter Brouwer   | Niederlande        | 2     | 7           |      |
| 8    | Pedro Nazar      | Argentinien        | 2     | 7           |      |
| 10   | George Breed     | Vereinigte Staaten | 1     | 8           |      |

#### Gruppe C
| Rang | Athlet                 | Nation             | Siege | Niederlagen | Anm. |
| ---- | ---------------------- | ------------------ | ----- | ----------- | ---- |
| 1    | Frédéric Fitting       | Schweiz            | 9     | 1           | Q    |
| 2    | Renzo Compagna         | Italien            | 7     | 3           | Q    |
| 3    | Paul Anspach           | Belgien            | 6     | 4           | Q    |
| 3    | Mário de Noronha       | Portugal           | 6     | 4           | Q    |
| 5    | Allen Milner           | Vereinigte Staaten | 5     | 5           | Q    |
| 6    | Armand Massard         | Frankreich         | 4     | 6           |      |
| 6    | Willem van Blijenburgh | Niederlande        | 4     | 6           |      |
| 6    | Conrado Rolando        | Uruguay            | 4     | 6           |      |
| 9    | Tryfon Triantafyllakos | Griechenland       | 3     | 7           |      |
| 10   | Robert Frater          | Großbritannien     | 2     | 8           |      |
| 10   | Bror Lagercrantz       | Schweden           | 2     | 8           |      |

##### Stechen Gruppe C
| Rang | Athlet                 | Nation      | Siege | Niederlagen | Anm. |
| ---- | ---------------------- | ----------- | ----- | ----------- | ---- |
| 6    | Armand Massard         | Frankreich  | 2     | 0           | Q    |
| 7    | Willem van Blijenburgh | Niederlande | 1     | 1           |      |
| 8    | Conrado Rolando        | Uruguay     | 0     | 2           |      |

#### Gruppe D
| Rang | Athlet              | Nation         | Siege | Niederlagen | Anm. |
| ---- | ------------------- | -------------- | ----- | ----------- | ---- |
| 1    | Georges Buchard     | Frankreich     | 6     | 3           | Q    |
| 1    | Eugène Empeyta      | Schweiz        | 6     | 3           | Q    |
| 1    | Ernest Gevers       | Belgien        | 6     | 3           | Q    |
| 1    | Nils Erik Hellsten  | Schweden       | 6     | 3           | Q    |
| 1    | Virgilio Mantegazza | Italien        | 6     | 3           | Q    |
| 6    | Charles Biscoe      | Großbritannien | 4     | 5           |      |
| 6    | Joseph Misrahi      | Ägypten        | 4     | 5           |      |
| 6    | Sigurd Akre-Aas     | Norwegen       | 4     | 5           |      |
| 9    | Pieter van Boven    | Niederlande    | 1     | 8           |      |
| 10   | Wenceslao Paunero   | Argentinien    | 0     | 9           |      |

##### Stechen Gruppe D
| Rang | Athlet          | Nation         | Siege | Niederlagen | Anm. |
| ---- | --------------- | -------------- | ----- | ----------- | ---- |
| 6    | Charles Biscoe  | Großbritannien | 2     | 0           | Q    |
| 7    | Joseph Misrahi  | Ägypten        | 1     | 1           |      |
| 8    | Sigurd Akre-Aas | Norwegen       | 0     | 2           |      |

### Halbfinale

#### Gruppe A
| Rang | Athlet             | Nation      | Siege | Niederlagen | Anm. |
| ---- | ------------------ | ----------- | ----- | ----------- | ---- |
| 1    | Léon Tom           | Belgien     | 7     | 4           | Q    |
| 2    | Renzo Compagna     | Italien     | 6     | 5           | Q    |
| 2    | Gaston Cornereau   | Frankreich  | 6     | 5           | Q    |
| 2    | Charles Delporte   | Belgien     | 6     | 5           | Q    |
| 2    | Roger Ducret       | Frankreich  | 6     | 5           | Q    |
| 2    | Nils Erik Hellsten | Schweden    | 6     | 5           | Q    |
| 7    | Mário de Noronha   | Portugal    | 5     | 6           |      |
| 7    | Raoul Heide        | Norwegen    | 5     | 6           |      |
| 7    | Luis Lucchetti     | Argentinien | 5     | 6           |      |
| 10   | Henri Jacquet      | Schweiz     | 4     | 7           |      |
| 10   | Ivan Osiier        | Dänemark    | 4     | 7           |      |
| 12   | Frédéric Fitting   | Schweiz     | 3     | 8           |      |

#### Gruppe B
| Rang | Athlet              | Nation             | Siege | Niederlagen | Anm. |
| ---- | ------------------- | ------------------ | ----- | ----------- | ---- |
| 1    | Virgilio Mantegazza | Italien            | 9     | 2           | Q    |
| 2    | Georges Buchard     | Frankreich         | 7     | 4           | Q    |
| 2    | Armand Massard      | Frankreich         | 7     | 4           | Q    |
| 4    | Paul Anspach        | Belgien            | 6     | 5           | Q    |
| 5    | Peter Ryefelt       | Dänemark           | 5     | 6           | Q    |
| 6    | Ernest Gevers       | Belgien            | 4     | 7           |      |
| 6    | Charles Biscoe      | Großbritannien     | 4     | 7           |      |
| 6    | Eugène Empeyta      | Schweiz            | 4     | 7           |      |
| 6    | Ramón Fonst         | Kuba               | 4     | 7           |      |
| 6    | Diego García        | Spanien            | 4     | 7           |      |
| 6    | Carl Gripenstedt    | Schweden           | 4     | 7           |      |
| 6    | Allen Milner        | Vereinigte Staaten | 4     | 7           |      |

##### Stechen Gruppe B
| Rang | Athlet           | Nation             | Siege | Niederlagen | Anm. |
| ---- | ---------------- | ------------------ | ----- | ----------- | ---- |
| 6    | Ernest Gevers    | Belgien            | 5     | 1           | Q    |
| 7    | Charles Biscoe   | Großbritannien     | 3     | 3           |      |
| 7    | Eugène Empeyta   | Schweiz            | 3     | 3           |      |
| 7    | Ramón Fonst      | Kuba               | 3     | 3           |      |
| 7    | Diego García     | Spanien            | 3     | 3           |      |
| 7    | Carl Gripenstedt | Schweden           | 3     | 3           |      |
| 12   | Allen Milner     | Vereinigte Staaten | 1     | 5           |      |

### Finale
| Rang | Athlet              | Nation     | Siege | Niederlagen | Anm. |
| ---- | ------------------- | ---------- | ----- | ----------- | ---- |
| 1    | Charles Delporte    | Belgien    | 8     | 3           |      |
| 2    | Roger Ducret        | Frankreich | 7     | 4           |      |
| 2    | Nils Erik Hellsten  | Schweden   | 7     | 4           |      |
| 2    | Gaston Cornereau    | Frankreich | 7     | 4           |      |
| 2    | Armand Massard      | Frankreich | 7     | 4           |      |
| 6    | Virgilio Mantegazza | Italien    | 6     | 5           |      |
| 7    | Georges Buchard     | Frankreich | 5     | 6           |      |
| 7    | Léon Tom            | Belgien    | 5     | 6           |      |
| 9    | Paul Anspach        | Belgien    | 4     | 7           |      |
| 9    | Peter Ryefelt       | Dänemark   | 4     | 7           |      |
| 11   | Renzo Compagna      | Italien    | 2     | 9           |      |
| 12   | Ernest Gevers       | Belgien    | 1     | 10          |      |

#### 1. Stechen Finale
| Rang | Athlet             | Nation     | Siege | Niederlagen | Anm. |
| ---- | ------------------ | ---------- | ----- | ----------- | ---- |
| 2    | Roger Ducret       | Frankreich | 2     | 1           |      |
| 2    | Nils Erik Hellsten | Schweden   | 2     | 1           |      |
| 4    | Gaston Cornereau   | Frankreich | 1     | 2           |      |
| 4    | Armand Massard     | Frankreich | 1     | 2           |      |

#### 2. Stechen Finale A
| Rang | Athlet             | Nation     | Siege | Niederlagen | Anm. |
| ---- | ------------------ | ---------- | ----- | ----------- | ---- |
| 2    | Roger Ducret       | Frankreich | 1     | 0           |      |
| 3    | Nils Erik Hellsten | Schweden   | 0     | 1           |      |

#### 2. Stechen Finale B
| Rang | Athlet           | Nation     | Siege | Niederlagen | Anm. |
| ---- | ---------------- | ---------- | ----- | ----------- | ---- |
| 4    | Gaston Cornereau | Frankreich | 1     | 0           |      |
| 5    | Armand Massard   | Frankreich | 0     | 1           |      |